# Arnel Jakupovic
Arnel Jakupovic (29 maggio 1998) è un calciatore austriaco, attaccante dell'Osijek.

## Caratteristiche tecniche
Attaccante molto fisico, abile nel gioco aereo e dotato tecnicamente, con una buona velocità di esecuzione, sa giocare in profondità ed ha un buon senso del gol.

## Carriera

### Club
Cresciuto calcisticamente nelle giovanili dell'Austria Vienna, nell'aprile 2015 ha giocato 5 partite con la seconda squadra in Regionalliga. Nell'estate dello stesso anno viene acquistato dal Middlesbrough, che lo aggrega al proprio settore giovanile.
Il 31 gennaio 2017, si trasferisce all'Empoli per una cifra sconosciuta, firmando un contratto fino al 2021. Debutta con i toscani il 7 maggio successivo, nell'incontro vinto per 3-1 contro il Bologna, partita nella quale subentra all'88' a José Mauri. Rimane all'Empoli anche la stagione successiva, impegnato nel campionato di Serie B, dove però non riesce a trovare spazio, giocando solo 4 partite in campionato.
Nel gennaio del 2018, viene ceduto in prestito con diritto di riscatto alla Juventus, che lo aggrega alla formazione Primavera.
Nel mese di giugno non viene riscattato, facendo così ritorno all'Empoli. Rimasto ai margini della rosa, nel gennaio del 2019 passa in prestito allo Sturm Graz fino al termine della stagione.
Nell'agosto 2019 viene prestato agli sloveni del Domžale per l'intera stagione. Nell'estate del 2020 viene acquistato a titolo definitivo.

### Nazionale
Ha giocato nelle nazionali giovanili austriache Under-16, Under-17, Under-18 ed Under-21.
Il 27 agosto 2024 viene convocato per la prima volta in nazionale maggiore.

## Statistiche

### Presenze e reti nei club
Statistiche aggiornate al 30 agosto 2024.
| Stagione        | Squadra           | Campionato      | Campionato | Campionato | Coppe nazionali | Coppe nazionali | Coppe nazionali | Coppe continentali | Coppe continentali | Coppe continentali | Altre coppe | Altre coppe | Altre coppe | Totale | Totale |
| Stagione        | Squadra           | Comp            | Pres       | Reti       | Comp            | Pres            | Reti            | Comp               | Pres               | Reti               | Comp        | Pres        | Reti        | Pres   | Reti   |
| --------------- | ----------------- | --------------- | ---------- | ---------- | --------------- | --------------- | --------------- | ------------------ | ------------------ | ------------------ | ----------- | ----------- | ----------- | ------ | ------ |
| 2014-2015       | Austria Vienna II | RL              | 5          | 0          | -               | -               | -               | -                  | -                  | -                  | -           | -           | -           | 5      | 0      |
| gen.-giu. 2017  | Empoli            | A               | 1          | 0          | CI              | -               | -               | -                  | -                  | -                  | -           | -           | -           | 1      | 0      |
| 2017-gen. 2018  | Empoli            | B               | 4          | 0          | CI              | 0               | 0               |                    | -                  | -                  |             | -           | -           | 4      | 0      |
| Totale Empoli   | Totale Empoli     | Totale Empoli   | 5          | 0          |                 | 0               | 0               |                    | -                  | -                  |             | -           | -           | 5      | 0      |
| gen.-giu. 2019  | Sturm Graz        | BL              | 6          | 0          | CA              | -               | -               | -                  | -                  | -                  | -           | -           | -           | 6      | 0      |
| 2019-2020       | Domžale           | 1.SNL           | 30         | 11         | CS              | 2               | 2               | UEL                | -                  | -                  | -           | -           | -           | 32     | 13     |
| 2020-2021       | Domžale           | 1.SNL           | 27         | 7          | CS              | 3               | 1               |                    | -                  | -                  | -           | -           | -           | 30     | 8      |
| 2021-2022       | Domžale           | 1.SNL           | 33         | 12         | CS              | 2               | 0               | UECL               | 6                  | 2                  | -           | -           | -           | 41     | 14     |
| 2022-gen. 2023  | Domžale           | 1.SNL           | 20         | 2          | CS              | 1               | 2               | -                  | -                  | -                  | -           | -           | -           | 7      | 1      |
| Totale Domžale  | Totale Domžale    | Totale Domžale  | 110        | 32         |                 | 8               | 5               |                    | 6                  | 2                  |             | -           | -           | 124    | 39     |
| gen.-giu. 2023  | Maribor           | 1.SNL           | 12         | 2          | CS              | 4               | 1               | -                  | -                  | -                  | -           | -           | -           | 16     | 3      |
| 2023-2024       | Maribor           | 1.SNL           | 29         | 17         | CS              | 2               | 0               | UECL               | 6                  | 2                  | -           | -           | -           | 37     | 19     |
| ago. 2024       | Maribor           | 1.SNL           | 5          | 5          | CS              | 0               | 0               | UEL+UECL           | 2+6                | 0+2                | -           | -           | -           | 13     | 7      |
| Totale Maribor  | Totale Maribor    | Totale Maribor  | 46         | 24         |                 | 6               | 1               |                    | 14                 | 4                  |             | -           | -           | 66     | 29     |
| ago. 2024-2025  | Osijek            | 1.HNL           | 0          | 0          | CC              | 0               | 0               | -                  | -                  | -                  | -           | -           | -           | 0      | 0      |
| Totale carriera | Totale carriera   | Totale carriera | 172        | 56         |                 | 14              | 6               |                    | 20                 | 6                  |             | -           | -           | 206    | 68     |